# Hore Abdij

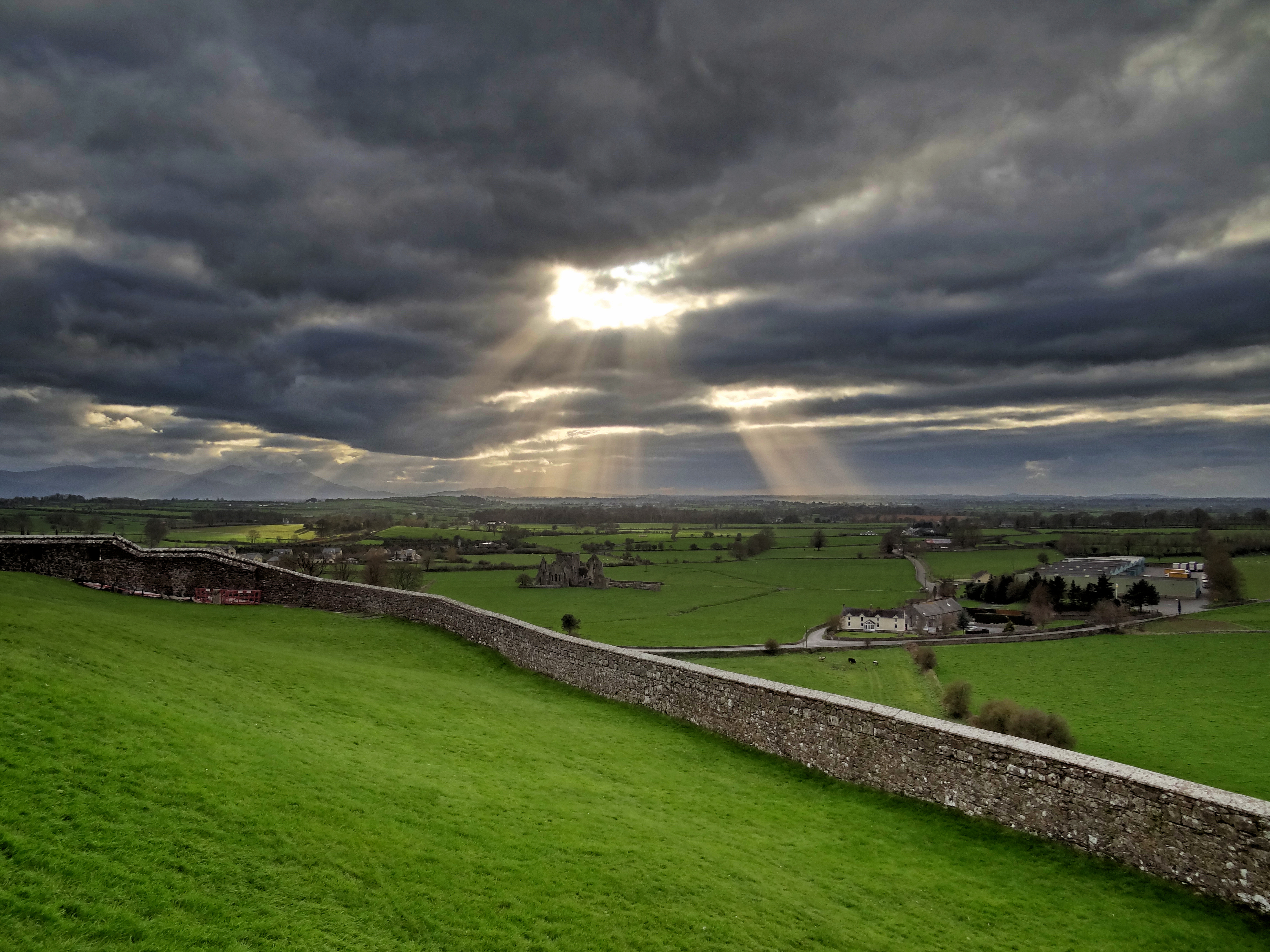
uitzicht op Hore Abbey in 2012.

De Hore Abdij (soms de Abdij van Sint Mary's) (Iers: An Mhainistir Liath) is een voormalig cisterciënzersklooster nabij de Rock of Cashel, County Tipperary, Ierland. Het is tegenwoordig een ruïne.
De naam 'Hore' betekent vrij vertaald taxusboom. De eerste orde van de abdij waren de benedictijnen die er rond 1270 leefde. Daarna verkocht aartsbisschop David MacCearbhaill de abdij Hore aan de cisterciënzersorde in Mellifont, later betrok deze aartsbisschop ook zelf dit klooster. Hij schonk de abdij veel land, molens en andere belangrijke gronden die eerste aan de plaats Cashel behoorde.
Een veel verteld verhaal is dat de aartsbisschop een droom zou hebben gehad waarin de benedictijnen terugkwamen om hem te vermoorden, maar dit is onwaarschijnlijk. Vermoedelijk heeft dit verhaal zijn oorsprong in de plaatselijke folkloristische wraakgevoelens van de bewoners van Cashel, omdat de aartsbisschop misbruik maakte van de plaatselijk commercie.
In de 16e eeuw verlieten de cisterciënzers het complex en in 1540 kwam het vervallen gebouw toe aan James Butler, 9e graaf van Ormond. Monniken uit de omgeving gebruikten het klooster nog om hun diensten te houden. In 1561 droeg Elisabeth I van Engeland de landerijen in het gebied over aan Henry Radcliff, 4e graaf van Sussex.